# Lennie James
Lennie Michael James (Nottingham, 11 ottobre 1965) è un attore britannico.

## Biografia
Figlio di immigrati trinidadiani, Lennie James si è laureato alla Guildhall School of Music and Drama nel 1988. Ha scritto la commedia I figli di Charlie Paora, che è stata rappresentata al Royal Court Theatre di Londra. È apparso in oltre 20 film, tra cui i più famosi; I miserabili (1998), Snatch - Lo strappo (2000), 24 Hour Party People (2002), Sahara (2005), Tic (2010), The Next Three Days (2010), Colombiana (2011), Lockout (2012), Get on Up - La storia di James Brown (2014) e Blade Runner 2049 (2017). Dal 2006 al 2008 ha interpretato il misterioso Robert Hawkins nella post-apocalittica serie drammatica della CBS Jericho. Sempre nel 2006, James è apparso nelle serie televisive Spooks e The State Within - Giochi di potere.
Nel 2008 è presente nel film TV Fallout, recitando il ruolo del detective Joe Stephens accanto al detective Matt Ryder (Nicholas Gleaves) per risolvere una serie di omicidi teen-correlati. Nel 2009 James recita in un episodio di Lie to Me, così come nella miniserie The Prisoner, in onda a novembre e, anche nella serie televisiva Human Target nel ruolo dell'assassino Baptiste nel 2010. Sempre nel 2010, recita come ospite nell'episodio pilota della serie televisiva post-apocalittica dell'AMC The Walking Dead, ricoprendo il ruolo di Morgan Jones, primo sopravvissuto che incontra il protagonista (Andrew Lincoln) dopo essersi risvegliato da un coma profondo.
Nel 2012 ha interpretato il ruolo del DCI Tony Gates nella serie televisiva Line of Duty. Nel 2013 ha ripreso il ruolo di Morgan Jones nel dodicesimo episodio della terza stagione di The Walking Dead, per poi riprenderlo ancora nel 2015 durante la quinta stagione entrando nel cast principale della serie nella sesta stagione. Nel 2018 è il protagonista della serie thriller Save Me e continua ad interpretare Morgan Jones, questa volta nella serie Fear the Walking Dead, spin-off della serie madre, diventando il primo personaggio ad essere apparso in entrambe le serie televisive.
Nel 2025 ha vinto il premio BAFTA TV Awards 2025 come attore protagonista per il suo ruolo nella serie Mr Loverman.

## Vita privata
Lennie è nato a Nottingham, Nottinghamshire. I suoi genitori sono originari di Trinidad & Tobago. Ha vissuto a sud di Londra e frequentò la scuola Ernest Bevin College. Lennie ha tre figlie e un figlio con Giselle Glasman, la sua partner di lunga data: Romy e due gemelle, Celine e Georgia. È il cuoco principale per la sua famiglia, e ha professato una predilezione per la cucina caraibica. Tifa la squadra di calcio del Tottenham.

## Filmografia

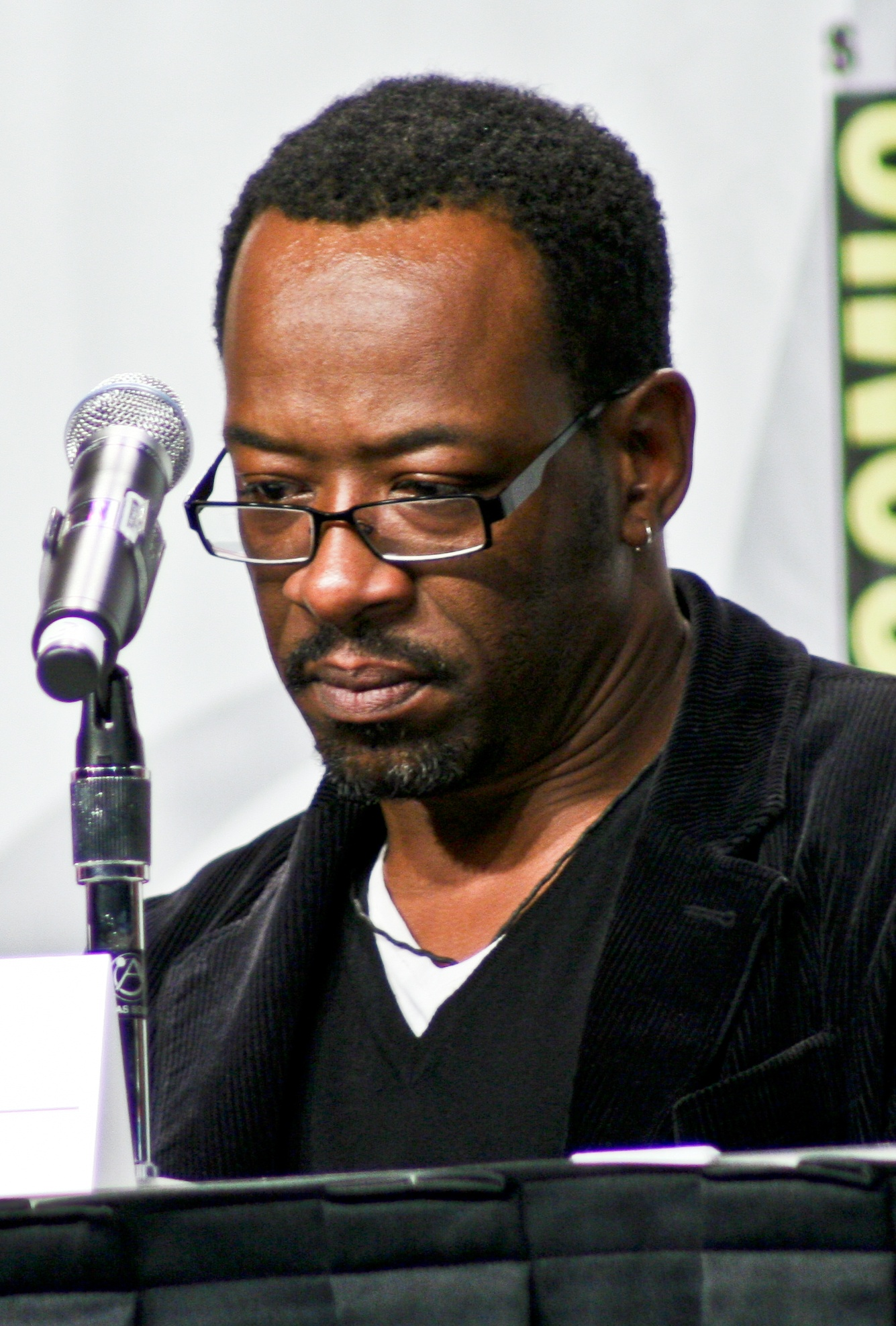
Lennie James nel 2008

### Attore

#### Cinema
- Lost in Space - Perduti nello spazio (Lost in Space), regia di Stephen Hopkins (1998)
- I miserabili (Les Misérables), regia di Bille August (1998)
- Fra i giganti (Among Giants), regia di Sam Miller (1998)
- Un caimano nel soggiorno (Elephant Juice), regia di Sam Miller (1998)
- Snatch - Lo strappo (Snatch), regia di Guy Ritchie (2000)
- Evasione fortunata (Lucky Break), regia di Peter Cattaneo (2001)
- The Martins, regia di Tony Grounds (2001)
- 24 Hour Party People, regia di Michael Winterbottom (2002)
- Sahara, regia di Breck Eisner (2005)
- Outlaw, regia di Nick Love (2007)
- Tic, regia di Keith Palmer (2010)
- The Next Three Days, regia di Paul Haggis (2010)
- Colombiana, regia di Olivier Megaton (2011)
- Lockout, regia di James Mather e Stephen St. Leger (2012)
- Vendetta e redenzione (Swelter), regia di Keith Parmer (2014)
- Get on Up - La storia di James Brown (Get on Up), regia di Tate Taylor (2014)
- Blade Runner 2049, regia di Denis Villeneuve (2017)
- The End, regia di Joshua Oppenheimer (2024)

#### Televisione
- The Orchid House – serie TV, episodi 1x02-1x03-1x04 (1991)
- Civvies – serie TV, 6 episodi (1992)
- Jack Frost (A Touch of Frost) – serie TV, episodio 2x01 (1994)
- Love Hurts – serie TV, episodio 3x03 (1994)
- Out of the Blue – serie TV, 12 episodi (1995-1996)
- Cold Feet – serie TV, episodi 1x02-1x05-1x06 (1998)
- Undercover Heart – miniserie TV, 5 episodi (1998)
- Storm Damage, regia di Simon Cellan Jones – film TV (2000)
- Buried – serie TV, 8 episodi (2003)
- Altro che caffè (Family Business) – serie TV, episodio 1x04 (2004)
- ShakespeaRe-Told – miniserie TV, episodio 1x04 (2005)
- Jericho – serie TV, 30 episodi (2006-2008)
- Spooks – serie TV, episodio 5x08 (2006)
- The State Within - Giochi di potere (The State Within) – serie TV, 4 episodi (2006)
- Fallout, regia di Ian Rickson – film TV (2008)
- Lie to Me – serie TV, episodio 2x05 (2009)
- Three Rivers – serie TV, episodio 1x05 (2009)
- The Prisoner – miniserie TV, 6 episodi (2009)
- Human Target – serie TV, episodi 1x08-1x12-2x04 (2010)
- Hung - Ragazzo squillo (Hung) – serie TV, 13 episodi (2010-2011)
- The Walking Dead – serie TV, 36 episodi (2010-2018)
- Line of Duty – serie TV, 5 episodi (2012)
- Run – miniserie TV, episodi 1x02-1x03 (2013)
- Low Winter Sun – serie TV, 10 episodi (2013)
- Critical – serie TV, 13 episodi (2014)
- Save Me – serie TV, 12 episodi (2018-2020)
- Fear the Walking Dead – serie TV, 61 episodi (2018-2023)

### Regista
- Fear the Walking Dead – serie TV, episodi 6x02-7x05-7x10 (2020-2022)

### Doppiatore
- Destiny – videogioco (2014)
- Destiny 2 – videogioco (2017)
- Invincible – serie animata (2021)
- Peter Rabbit 2 - Un birbante in fuga (Peter Rabbit 2: The Runaway), regia di Will Gluck (2021)
- Mufasa - Il re leone (Mufasa: The Lion King), regia di Barry Jenkins (2024)

## Teatro (parziale)
- Ma Rainey's Black Bottom di August Wilson, regia di Howard Davies. National Theatre di Londra (1989)
- Macbeth di William Shakespeare, regia di Nicolas Kent. Tricycle Theatre di Londra (1995)
- I due gentiluomini di Verona di William Shakespeare, regia di Jack Shepherd. Shakespeare's Globe di Londra (1995)
- A Number di Caryl Churchill, regia di Lyndsey Turner. Old Vic di Londra (2022)
- La gatta sul tetto che scotta di Tennessee Williams, regia di Rebecca Frecknall. Almeida Theatre di Londra (2024)

## Doppiatori italiani
Nelle versioni in italiano delle opere in cui ha recitato, Lennie James è stato doppiato da:
- Stefano Mondini in The Next Three Days, Low Winter Sun, Vendetta e redenzione
- Loris Loddi in Lucky Break, Blade Runner 2049
- Roberto Draghetti in Lie to Me, Human Target
- Simone Mori in The Prisoner, Save Me
- Paolo Marchese in The Walking Dead, Fear the Walking Dead
- Dario Oppido in Genius, The End
- Nino Prester in Snatch - Lo strappo
- Lorenzo Scattorin in 24 Hours Party People
- Antonio Sanna in Jericho
- Diego Reggente in The State Within - Giochi di potere
- Pasquale Anselmo in Hung - Ragazzo squillo
- Mario Cordova in Colombiana
- Vittorio De Angelis in Lockout
- Fabrizio Russotto in Line of Duty
- Antonio Palumbo in Get on Up - La storia di James Brown

Da doppiatore è sostituito da:
- Pasquale Anselmo in Peter Rabbit 2 - Un birbante in fuga, Mufasa - Il re leone
- Roberto Accornero in Destiny 2
- Stefano Mondini in Invincible